# Берч (тауншип, Миннесота)
Берч (англ. Birch) — тауншип в округе Белтрами, Миннесота, США. На 2000 год его население составило 116 человек.

## География
По данным Бюро переписи населения США площадь тауншипа составляет 93,6 км², из которых 88,4 км² занимает суша, а 5,2 км² — вода (5,53 %).

## Демография
По данным переписи населения 2000 года здесь находились 116 человек, 44 домохозяйства и 34 семьи. Плотность населения —  1,3 чел./км². На территории тауншипа расположено 55 построек со средней плотностью 0,6 построек на один квадратный километр. Расовый состав населения: 93,10 % белых, 3,45 % коренных американцев, 0,86 % — других рас США и 2,59 % приходится на две или более других рас. Испанцы или латиноамериканцы любой расы составляли 6,90 % от популяции тауншипа.
Из 44 домохозяйств в 29,5 % воспитывались дети до 18 лет, в 72,7 % проживали супружеские пары, в 2,3 % проживали незамужние женщины и в 20,5 % домохозяйств проживали несемейные люди. 20,5 % домохозяйств состояли из одного человека, при том 6,8 % из — одиноких пожилых людей старше 65 лет. Средний размер домохозяйства — 2,64, а семьи — 3,06 человека.
29,3 % населения — младше 18 лет, 0,9 % — в возрасте от 18 до 24 лет, 27,6 % — от 25 до 44, 30,2 % — от 45 до 64, и 12,1 % — старше 65 лет. Средний возраст — 42 года. На каждые 100 женщин приходилось 146,8 мужчин. На каждые 100 женщин старше 18 приходилось 134,3 мужчин.
Средний годовой доход домохозяйства составлял 41 250 долларов, а средний годовой доход семьи —  42 500 долларов. Средний доход мужчин —  36 250  долларов, в то время как у женщин — 30 000. Доход на душу населения составил 18 474 доллара. За чертой бедности не находилась ни одна семья и 1,5 % всего населения тауншипа, из которых 9,5 % старше 65 лет.